# Ондіно Вієра
Ондіно Леонель Вієра Паласерес (ісп. Ondino Leonel Viera Palasérez; нар. 10 вересня 1901, Серро-Ларго, Уругвай — пом. 27 липня 1997, Монтевідео, Уругвай) — уругвайський футболіст та тренер.

## Життєпис

### Ранні роки та початок тренерської кар'єри
Ондіна Вьера народився в департаменті Серро-Ларго в 1901 році. Розпочав займатися футболом у віці 6 років, в той період, коли цей вид спорту бурхливо розвивався по всій країні. На футбол його привів батько. Ондіно виступав за провінційні команди в 1920-ті роки, так ніколи і не зумівши пробитися до складу команди майстрів. Досить рано (у 27 років) розпочав тренерську кар'єру — в 1928 році очолив збірну департаменту Серро-Ларго. У 1930 році він поглибив свої знання курсом, прочитаним професором Альберто Суппічі, уругвайським тренером чемпіонів світу 1930 року, в Національній школі фізичного виховання в Монтевідео, який закінчив із званням «Професор з фізичного виховання».
У 1930 році Ондіно Вієра став тренером клубу уругвайського Прімера Дивізіону «Насьйональ» (Монтевідео), який востаннє вигравав національний чемпіонат за шість років до цього. За період перебування на тренерському містку «Насьйоналя» команда будувалася навколо зіркових футболістів тієї епохт, таких як «фельдмаршал» (Гран Маріскаль) Хосе Насассі та Ектор Скароне, які також були частиною збірної Уругваю, котра перемогла на чемпіонаті світу 1930 року й отримала прізвисько «Макіна Бланка» («Біла машина»). У 1931 році насьйональ став другим, а наступного року — третім, але вже в сезоні поступився чемпіонством «Пеньяролю», за гіршою різницею забитих та пропущених м'ячів. Але на той час вище вказані показники не враховувалися, тому було призначено додатковий матч, який провели в 1934 році. Оскільки Вієра покинув клуб заздалегідь, вирішальний поєдинок відбувся у листопаді 1934 року за його наступника, угорця Імре «Амеріко» Сігеті, який того року виграв чемпіонати 1933 та 1934 років.
Починаючи з 1936 року тренував столичний уругвайський клуб «Рівер Плейт», але в період між 1934 та 1938 років угорський тренер Емеріко Гіршль залишався одним з найкращих тренерів клубу й привів команду до перемоги в чемпіонату Уругваю 1936 та 1937 років. Вочкевидь, у вище вказаний період Вієра лише допомагав тренувати угорцю «Рівер Плейт». У 1937 році очолив інший уругвайський клуб, «Дефенсор Спортінг».

### Робота в Бразилії
У 1938 році переїхав до тодішньої столиці Бразилії Ріо-де-Жанейро, де до 1941 року очолював клуб вищого дивізіону бразильського чемпіонату «Флуміненсе». У листопаді під час заключних етапів поточного чемпіонату штату Ріо-де-Жанейро замінив свого співвітчизника Карлоса Карломаньйо, який страждав від фізичного виснаження, і таким чином став третім поспіль уругвайцем на тренерській лаві «Флуміненсе». Не вносячи суттєвих змін до побудови гри команли, привів її до третьо поспільї перемоги в турнірі. У 1940 та 1941 роках приводив «Флуміненсе» до перемоги в Лізі Каріока. Сезон 1941 року став першим, який відбувся за офіційними правилами ФІФА, тобто без замін гравців, яких вигнали з поля, та двох таймів по 45 хвилин замість попередніх 40 хвилин. До речі, в ті роки в Бразилії не проводилося жодного національного змагання. З 264 ігор під керівництвом Вієри «Флуміненсе» виграв 158 та відзначився 765 голами, в середньому майже тричі за гру.
У 1942 році призначений головним тренером «Васко да Гами», яка на той час була п'ятим найтитулованішим клубом міста після «Флуміненсе», «Фламенгу», «Ботафого» та «Америки». Ондіно нелише приніс нововведення на клубній футболці (смугаста, натхнення уругваєць черпав з «Рівер Плейта»), але й запропонував тактичні нововведення, зокрема почав використовувати схему 4-2-4. Колишній боксер Маріо Амеріко також приєднався до «Васко да Гами» в 1942 році як масажсит та тренер з фізичної підготовки, з 1950 року супроводжував національну збірну протягом семи чемпіонатів світу як тренер з фізичної підготовки і вище вказаним фактом досяг світової слави.
До 1945 року Ондіно Вієра зумів створити високопродуктивну команду, яка не боялася жодного суперника, а клуб переміг к шостому чемпіонаті штату без жодної поразки. Ондіно заклав фундамент команди, яка отримала назву «Експрес перемоги» (1945—1952), яка увійшла в історію клубу завдяки високій результативності нападників Адеміра, найкращого бомбардира Леле, Ісаяша, Жаїра да Рози Пінто та Шико на лівому фланзі атаки. У середині 1946 року після третьої перемоги поспіль на відносно незначному міському турнірі Taça da Prefeitura do Distrito Federal, Вієру замінив Ернесто Сантос, який не завоював з клубом жодного трофею. У наступні роки тренером був великий Флавіо Коста, який провів клуб через найуспішніший період в його історії, який одночасно з Вієрою перетворив систему розіграшу чемпіонату світу, імпортовану в Бразилію Ізидором Кюршнером наприкінці 30-х років, у систему, засновану на мобільній грі в півзахисті.
У 1947 році Ондіно Вієра працював на тренерському містку «Ботафого» та вивів клуб до третього чемпіонату країни, в якому допоміг команді посісти друге місце, поступившись лише «Васко да Гама» Флавіо Костаса. Серед зірок «Ботафого» того року був і Елено де Фрейтас, якого Вієра спочатку хотів позбутися, оскільки нападник не виправдав покладених на нього сподівань на дисципліну та командний дух, а також Октаву Мораїш. Його наступник Зезе Морейра виграв довгоочікуваний чемпіонський титул у 1948 році. Сам Вієра знову тренував «Флуміненсе» з 1948 по 1949 рік, з яким виграв Кубок Префектури 1948 року, після трьох фіналів програних Флавіо Костасовому «Васко да Гами».
Сам Ондіно замінив брата Зезе Морейри Айморе Морейру на посаді тренера «Бангу» в 1950 році, де пробув до завершення національного чемпіонату 1952 року в січні 1953 року. Разом з клубом із заводського району на заході міста став віце-чемпіоном штату Ріо-де-Жанейро в 1951 році. У двох важких плей-офф «Бангу» програв Флумінесенсе, який на той час тренував Зезе Морейра. На турнірі Ріо-Сан-Паулу «Бангу» посів непересічне для себе 3-тє місце. На той момент зірками «Бангу» були гравці національної збірної Зізінью та Менезеш, які разом стали найкращими бомбардирами в 1952 році з 19 голами, а також аргентинець Рафанеллі. Відомий журналіст Маріо Фільйо, на честь якого офіційно названий стадіон Маракана, назвав статтю про клуб «Новою величчю у футболі в Ріо». У «Бангу», Тім, якого Вієра працевлаштував тренером молодіжної команди у 1951 році, став його наступником на тренерському містку першої команди.
У березні 1953 року приєднався до «Палмейраса» з Сан-Паулу, де гравцем клубу знову став Жаїр да Роза Пінто. Але після того, як «Палмейрас» вже невдало виступив на Турнірі Ріо-Сан-Паулу, у вересні під час матчів чемпіонату штату Сан-Паулу Вієру звільнили. З травня 1954 по лютий 1955 року Вієра працював в «Атлетіку Мінейру» в Белу-Оризонті. Керував клубом у вирішальних матчах чемпіонату штату Мінас-Жерайс 1954 року, який все ще проводився під назвою Кампеонату Мунісіпал де Белу-Орізонті. Але виграв чемпіонсткий титул «Атлетіко» вже його співвітчизника Рікардо Дієс, після перемоги в чотирьох матчах проти суперника Крузейро, які проводилися до травня 1955 року.

### Повернення в Уругвай та робота на тренерському містку національних збірних
Того ж року Вієра повернувся до Уругваю. До 1960 року працював у «Насьйоналі», за цей час разом зі столичним клубом тричі поспіль виграв національний чемпіонат (1955, 1956 та 1957 років). У 1958 році знову став віце-чемпіоном країни, а в червні вперше привіз до Уругваю Трофей Терези Еррери (ця подія стала можливою завдяки перемозі в фіналі з рахунком 2:1 в іспанській Ла-Коруньї над «Фламенгу».
У 1963 році знову виїхав за кордон, очоливши національну збірну Парагваю. На Кубку Америки нові підопічні уругвайського фахівця посіли друге місце, сенсаційного поступившись переможцю Болівії, для якої вище вказаний турнір був домашнім. Наступним місцем роботи Ондіно став «Гуарані» зі столиці держави міста Асунсьйон. Разом з «Гуарані» 1964 року виграв чемпіонат Парагваю, який став 6-м в клубній історії. Уругваєць заклав фундамент «золотої епохи» клубу, яка тривала до 1970 року, за цей час команда зі столиці ще двічі стала чемпіоном країни та двічі завоювала срібні медалі національної першості. У 1965 році Вієра повернувся в Уругвай, де тренував клуб «Серро» зі столиці Монтевідео.
Наступного року вже працював головним тренером національної збірної Уругваю. Дебютував на тренерському містку уругвайської збірної 15 травня 1966 року в нічийному (2:2) поєдинку проти Кубку Артігас проти Парагваю. Працював головним тренером збірної під час чемпіонату світу 1966 року в Англії. На вище вказаному турнірі він став першим тренером, який випустив на поле власного сина — Мільтона Вієру, який народився в Бразилії, — в рамках чемпіонату світу. Уругвай розпочав з тактичної системи 1-4-4-1, в якій ліберо діяв за лінією із чотирьох захисників. На груповому етапі Уругваю вдалося вирвати нічию з рахунком 0:0 у майбутніх переможців турніру, Англії, на «Вемблі» у першому турі — єдина гра, яку Англія не виграла на чемпіонаті світу 1966 року. Завдяки перемозі (2:1) над Францією та ще одній безгольовій нічиїй Уругваю вдалося вийти до чвертьфіналу турніру, де вони посступилися з рахунком 0:4 майбутньому віце-чемпіону збірній Німеччини. З точки зору уругвайців перемога німців не була такою беззаперечно. Вже за рахунку 1:0 на 12-й хвилині німецький футболіст Карл-Гайнц Шнеллінгер здававлося б зумисно зіграв рукою. А напередодні ще трьох голів у виконанні німців англійський арбітр Джим Фінні видалив з поля двох уругвайських гравців у період між 49-ю та 54-ю хвилинами. Після того, як німецький арбітр Рудольф Крейтляйн зробив декілька суперечливих свистків в іншій чвертьфінальній парі, де англійці перемогли збірну Аргентини, і, таким чином, всі південноамериканські команди були вибиті з турніру, виникли деякі теорії змови. У 1967 році Енріке Фернандес змінив Вієру в Селесті.
З травня по липень 1967 року тренував «Серро», а згодом з перемінним успіхом очолював «Нью-Йорк Скайлайнерс», який виступав під егідою United Soccer Association. В останньому поєдинку «Нью-Йорк Скайлайнерс» грав проти «Г'юстон Старз», який тренував колишній підопічний Ондіно по «Флуміненсе» Мартім Франсішку, команди розписали нічию 2:2. З кінця серпня по кінця вересня 1967 року змінив на посаді головного тренера «Бангу» Мартіма Франсішку.
У 1969 році очолив аргентинський клуб «Колон» з міста Санта-Фе, який 1966 року вийшов до вищого дивізіону чемпіонату Аргентини. У 1971 та 1972 році тренував столичні уругвайські клуби «Ліверпуль» та «Пеньяроль» відповідно. З «Ліверпулем» посів третє місця в національному чемпіонаті, найкращого результат в історії клубу. На тренерському містку «Орінегрос» дебют Вієри також був вдалим, 28 січня 1972 року у Кубку Південної Атлантики його підопічні з рахунком 2:0 обіграли «Бока Хуніорс». Однак того ж року його на тренерському містку замінив Нестор Гонсальвес, після того, як він із травня по червень 1972 року тренував еквадорський клуб «ЛДУ Кіто». У грудні 1974 року повернувся до «Ліверпуля» (Монтевідео), який знову тренував у 1979 році.
Ондіно Вієра сказав наступні слова: «Інші країни мають свою історію, Уругвай має свій футбол». Входить до списку Сезара Вієри як співавтор книги 2002 року «El futbol: arte de América» («Футбол: мистецтво Америки»).
Помер 27 червня 1997 року від серцевої недостатності. Парламент Уругваю віддав належне його роботі.

## Особисте життя
Син Ондіна, Мільтон Вієра (рід. 11 травня 1946), колишній півзахисник збірної Уругваю, виступав на чемпіонаті світу 1966 року, а також за такі клуби, як «Насьйональ», «Бока Хуніорс», «Пеньяроль», «Олімпіакос» та АЕК.

## Досягнення

### Як тренера
«Насьйональ»
- Прімера Дивізіон Уругваю
  -  Чемпіон (4): 1933, 1955, 1956, 1957

«Флуміненсе»
- Ліга Каріока
  -  Чемпіон (3): 1938, 1940, 1941

- Кубок Оскара Кокса
  -  Володар (1): 1941

- Міський футбольний турнірі Ріо-де-Жанейру
  -  Чемпіон (1): 1948

- Початковий турнір Ліги Каріока
  -  Чемпіон (2): 1940, 1941

«Васко да Гама»
- Ліга Каріока
  -  Чемпіон (1): 1945

- Початковий турнір Ліги Каріока
  -  Чемпіон (1): 1945

- Швидкий турнір у Ріо-де-Жанейру
  -  Чемпіон (1): 1945

- Футбольний турнір міста Ріо-де-Жанейру
  -  Чемпіон (2): 1945, 1946

Бангу
- x  Початковий турнір Ріо-Сан-Паулу
  -  Чемпіон (1): 1951

Гуарані
- Прімера Дивізіон Парагваю
  -  Чемпіон (1): 1964

Парагвай
- Срібний призер Чемпіонату Південної Америки: 1963